# Simon Newcomb
Simon Newcomb (Nova Escócia, 12 de março de 1835 — Washington, 11 de julho de 1909) foi um astrônomo e matemático americano-canadiano. Escreveu sobre economia e estatística, além de ser o autor de um livro de ficção-científica.

## Carreira
Nascido na Nova Escócia, aos 19 anos Newcomb deixou um aprendizado para se juntar ao pai em Massachusetts, onde este último lecionava.
Embora Newcomb tivesse pouca escolaridade convencional, ele concluiu um bacharelado em Harvard em 1858. Mais tarde, ele fez importantes contribuições para a cronometragem, bem como para outros campos da matemática aplicada, como economia e estatística. Fluente em vários idiomas, ele também escreveu e publicou vários livros populares de ciência e um romance de ficção científica.
Em 1877, Newcomb tornou-se diretor do Nautical Almanac Office, em 1884 também professor de matemática e astronomia na Universidade Johns Hopkins. Em uma conferência em Paris em maio de 1896 , seus recálculos das efemérides, que ele realizou durante esse período, foram declarados o padrão internacional.
A partir de 1878 ele dirigiu um projeto para medir com mais precisão a velocidade da luz, primeiro em colaboração e depois em competição com Albert A. Michelson.
Em 1881, ele notou que os lados da frente das tabelas de logaritmos estavam mais gastos do que os de trás. Disso ele derivou a tese de que em uma lista de números aleatórios o 1 vem primeiro com mais frequência do que qualquer outro dígito. Este princípio foi mais tarde nomeado após a lei de Benford de Frank Benford.

## Publicações

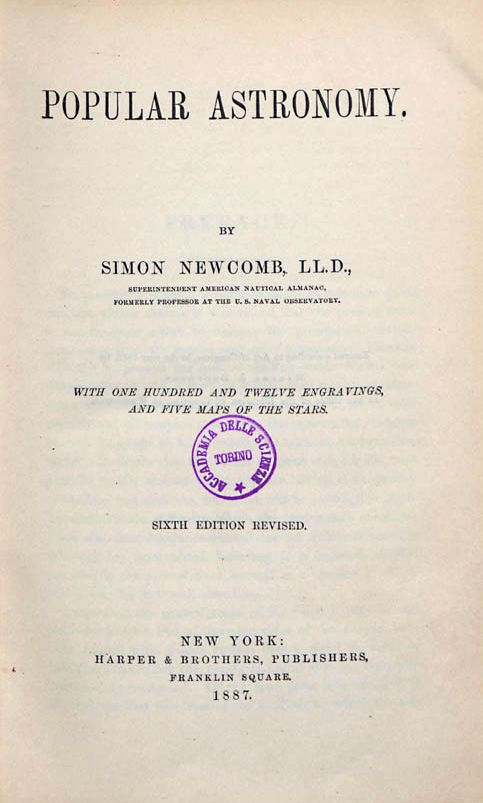
Popular astronomy, 1887

- Newcomb, S (1878) Research on the Motion of the Moon, Part I
- Newcomb, S (1878) Popular Astronomy
- Newcomb, S (1879) Astronomy for schools and colleges
- Newcomb, S (1881). «Note on the frequency of use of the different digits in natural numbers». American Journal of Mathematics. 4 (1): 39–40. Bibcode:1881AmJM....4...39N. JSTOR 2369148. doi:10.2307/2369148
- Newcomb, S (1885) Principles of Political Economy (Arquivo da Internet)
- Newcomb, S (1887) The ABC Of Finance
- Newcomb, S (1890) Elements of Astronomy
- Newcomb, S (1900) His Wisdom the Defender—Romance de ficção científica.
- Newcomb, S (1901) The Stars
- Newcomb, S (1902) Astronomy for Everybody
- Newcomb, S (1903) The Reminiscences of an Astronomer—Autobiografia. (Reeditado pela Cambridge University Press, 2010. ISBN 978-1-108-01391-8)
- Newcomb, S (1903) The Outlook for the Flying Machine", The Independent, Out. 22, 1903, pp 2508–12
- Newcomb, S (1906) Compendium of Spherical Astronomy
- Newcomb, S (1907) Investigation of Inequalities in the Motion of the Moon Produced by the Action of the Planets
- Newcomb, S (1912) Research on the Motion of the Moon, Part II

Vários artigos astronômicos, físicos e matemáticos escritos entre 1882 e 1912 são mencionados em «Astronomical Papers Prepared For The Use Of The American Ephemeris And Nautical Almanac». U.S. Naval Observatory. The Nautical Almanac Office. 2008